# سادميشي هيروساوا
سادميشي هيروساو (18 فبراير 1892- 10 مايو 1987) كان رسام الطلاء الياباني، وقد أُدين بالتسمم الجماعي وحكم عليه بالإعدام، على الرغم من أنَّه كان يعتقد أنَّ اتهامه كان زورًا. وبسبب الشكوك القوية في برائته لم يوقّع أيُّ وزيرٍ للعدل على مذكرة الإعدام التي أُمر بتوقيفه بها.

## القضية
```
في السادس والعشرين من يناير/ كانون الثاني 1984، وصل رجل يطلق على نفسه لقب عالم وباء إلى فرع من بنك إمبريال (تيكو جنكو، المعروف أيضًا باسم تيجن) في شييناماشي، وهي ضاحية في توشيما‘ 
طوكيو
، قبل وقت الإغلاق. وأوضح أنَّه مسؤول في الصحة العامة وأرسلته سلطات الاحتلال الأمريكية التي لديها أوامر بتلقيح الموظفيين ضد تفشي خلل الأنسجة المفاجئ. وقد أعطى ما يقارب ستين شخصًا كان حاضرًا حبة وقليل من قطرات السائل. وكان هؤلاء الناس قد شمّوا السائل الذي أعطاهم إياه والذي كان يعتقد فيما بعد أنَّه (نيتريل سيانيد). وفي الأصل كان قد تم تطوير سموم اغتيال في مختبر نوبورييتو، وعندما أصبح كل هؤلاء عاجزين، استولى اللصوص على بعض الأموال التي كانت على المكاتب والتي بلغت 160 ألف ين (نحو ألفي دولار أمريكي). ولكن الأمر لم يُحدد بعد ولم يعرف الدافع وراء كلِّ هذا، وقد توفِّي عشرة من الضحايا في مكان الحادث (أحدهم طفل لأحد الموظفين) كما توفِّي اثنان آخران أثناء نقلهم إلى المستشفى.
```

## اعتقال ومحاكمة
قد تم القبض على هيروساوا من قبل الشرطة بسبب العادة اليابانية على تبادل بطاقات العمل مع التفاصيل الشخصية. وكانت هناك حالتين أخريين متشابهتين للغاية من محاولات سرقة فعلية في المصارف عن طريق استخدام السم خلال أسابيع وأشهر. وفي كل الحالات يترك السموم وبطاقة عمل تحمل علامة «واجتشي» في واحدة من كلتا الحادثتين. ولكن تبين فيما بعد أن ياماجوتشي لم تكن موجودة وأن البطاقة كانت مزيفة، والمُسمم كان يستخدم أيضًا بطاقة حقيقية تحمل علامة «شيجيرو ماتسوى» (من وزارة الصحة والرعاية الاجتماعية، إدارة الأمراض والحماية) في غيرها من الحادثتين. وتبين أن المالك الأصلي للبطاقة كان لديه دليل، وقال ماتسوى للشرطة أنه تبادل البطاقات مع 593 شخصًا ولكن من بين هؤلاء كان 100 شخص من النوع المستخدم في حوادث التسمم ومن بينهم كان لم يتذكر ثمانية أشخاص فقط. وسجل ماتسوى وقت ومكان تبادل بطاقات العمل على ظهر البطاقات التي تلقاها حتى خرجت الشرطة لتتبع الاثنتين وتسعين بطاقة التي سُجِّلت. وتم استرداد اثنتين وستين بطاقة وتم الإنتهاء من مستلزماتهن واعتُبر اثنتان وعشرين بطاقة ذات عدم صلة بالقضية. وقد تلقى هيروساوا واحدة من البطاقات الثمانية وقد اعتقلت الشرطة هيروساوا بسبب:
1. لم يتمكن من إبراز البطاقة التي تلقاها من ماتسوى، وادعى هيروساوا أنه فقد بطاقة العمل ومعها محفظته بسبب أنه ضحية لاحتيال في الطريق.
2. قد عُثر على مبلغ من المال مماثل للمبلغ المسروق من البنك في حيازة هيروساوا والتي رفض الكشف عن مصدرها. إن مصدر المال غير معروف حتى يومنا هذا ولكن بعض هذه المصادر مثل الروائي الخيالي سيكو ماتسوموتو اقترح أن هيروساوا تلقاه برسم صور إباحية وهي تجارة جانبية كانت ستضر بتجارة هيروساوا وسمعته كفنان.
3. لم يكن من الممكن التحقق من عدم صحة عذر هيروساوا من سيره بالقرب من موقع الجريمة وإثباتها.
4. لقد حدد هيروساوا عدة شهود على أنهم المسممون (لكن لم يتم التعرف عليهم إلا من قبل اثنين من الناجين)
5. لقد اعترف هيروساوا بتورطه في أربع حالات سابقة من الاحتيال المصرفي (تم توثيقه مع اعترافه اللاحق)
6. وقد اعتقل في 21 آب 1984 وبعد استجواب الشرطة الذي زعم أنَّه كان تعذيبًا له، اعترف هيروساوا ولكنه تراجع بعد ذلك، وكان دفاعه الأخير ضد اعترافه يستند إلى جنون جزئي فقد زعم أنه كان يعاني من متلازمة كورساكوف

```
(نتيجة لتطعيم الأرانب) لذالك لم يكن اعترافه موثوقًا به، إلا أن المحكمة اختلفت بالرأي وتم منح هيروساوا 
عقوبة الإعدام
 في 1950، وحتى عام 1949 كان الاعتراف دليلًا صلبًا بموجب القانون ، وقد أيدت المحكمة العليا في 
اليابان
 حكم الإعدام في عام 1955 وحاول محاموه إلغاء الحكم حيث قدم 18 طلبًا لإعادة المحاكمة في السنوات القادمة.
```

## الشك في الحكم بالذنب
لقد صدر عليه حكم الإعدام ولكن لم يكن هناك بالأصل أي دليل قاطع بالإضافة إلى ذلك وعلى الرغم من أن 40 موظفًا رأوا الجرائم، كان هنالك شخصين فقط تعرّفوا عليه بأنه مجرم. كان سيكو ماتسوموتو يفترض أن الجاني الحقيقي كان عضوًا سابقًا في الوحدة 731 في كتابه قصة حادث بنك تيكوفي 1959 والضباب الأسود لليابان عام 1960 كما اشتبه متسوموتو في أن «أموال مجهولة المصدر» جاء من بيع الرسوم الإباحية واحتج كيي كوماي على إدانة هيراساوا بفيلمه «الموت الطويل» عام 1964.